# Nikdy nejsme sami
Pour plus de détails, voir Fiche technique et Distribution.
Nikdy nejsme sami est un film dramatique tchèque réalisé par Petr Václav et sorti en 2016.

## Fiche technique
- Titre original : Nikdy nejsme sami
- Réalisateur : Petr Václav
- Scénario : Petr Václav
- Pays de production :  Tchéquie
- Langue originale : tchèque
- Format : couleurs
- Genre : drame
- Durée : 145 minutes
- Dates de sortie :
  - Allemagne : 14 février 2016 (Berlinale 2016)
  - Tchéquie : 7 avril 2016
  - Belgique : 22 juin 2016 (Festival du film européen de Bruxelles)

## Distribution
- Klaudia Dudová :
- Zdenek Godla :
- Miroslav Hanus :
- Karel Roden :
- Lenka Vlasáková :